# Сен-Низье-ле-Дезер
Сен-Низье́-ле-Дезе́р (фр. Saint-Nizier-le-Désert) — коммуна во Франции, находится в регионе Рона — Альпы. Департамент — Эн. Входит в состав кантона Шаламон. Округ коммуны — Бурк-ан-Брес.
Код INSEE коммуны — 01381.

## География
Коммуна расположена приблизительно в 380 км к юго-востоку от Парижа, в 45 км северо-восточнее Лиона, в 18 км к югу от Бурк-ан-Бреса.
На территории коммуны есть много озёр.

## Климат
Климат полуконтинентальный с холодной зимой и тёплым летом. Дожди бывают нечасто, в основном летом.

## Население
Население коммуны на 2010 год составляло 880 человек.
| 1962 | 1968 | 1975 | 1982 | 1990 | 1999 | 2010 |
| ---- | ---- | ---- | ---- | ---- | ---- | ---- |
| 392  | 355  | 375  | 390  | 484  | 489  | 880  |

## Администрация
| Период | Период | Фамилия            | Партия | Примечания |
| ------ | ------ | ------------------ | ------ | ---------- |
| 1995   | 2008   | Андре Греплю       |        |            |
| 2008   | 2020   | Франсуаза Бернийон |        |            |

## Экономика
В 2010 году среди 560 человек трудоспособного возраста (15—64 лет) 445 были экономически активными, 115 — неактивными (показатель активности — 79,5 %, в 1999 году было 74,1 %). Из 445 активных жителей работали 415 человек (223 мужчины и 192 женщины), безработных было 30 (12 мужчин и 18 женщин). Среди 115 неактивных 46 человек были учениками или студентами, 39 — пенсионерами, 30 были неактивными по другим причинам.

## Достопримечательности
- Церковь Св. Никиты (XII век). Исторический памятник с 1926 года.[4]

## Фотогалерея

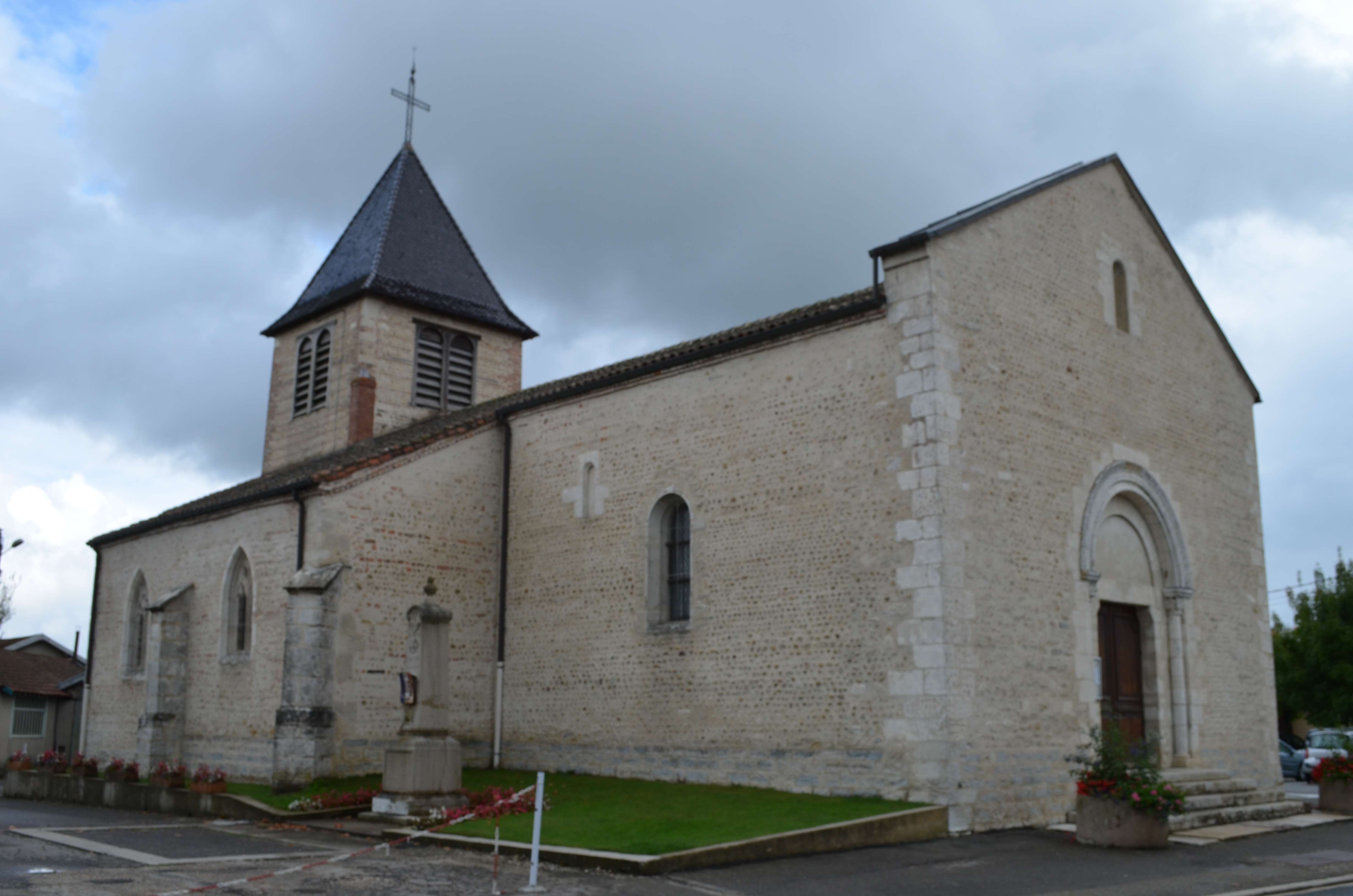
Церковь Св. Никиты
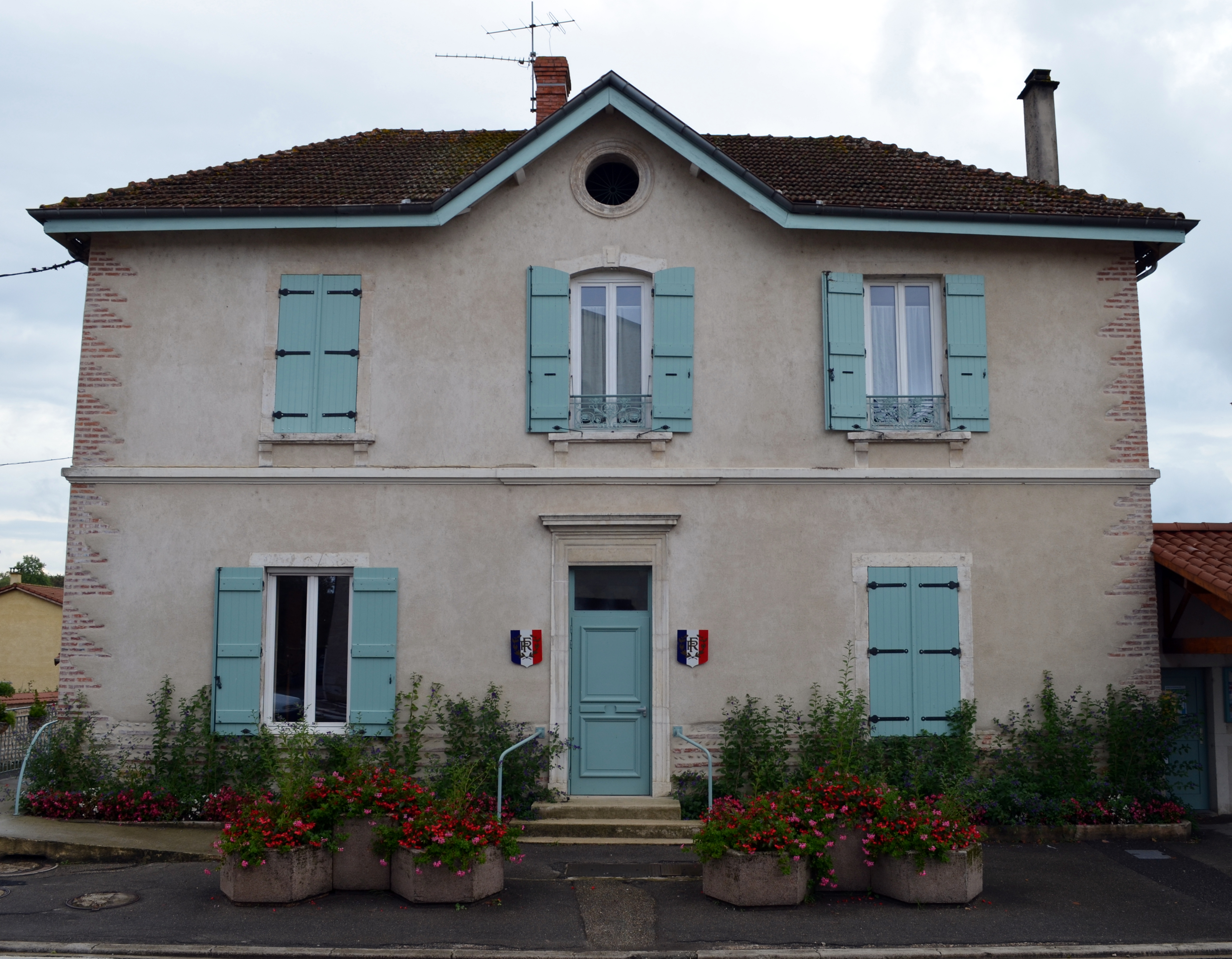
Мэрия
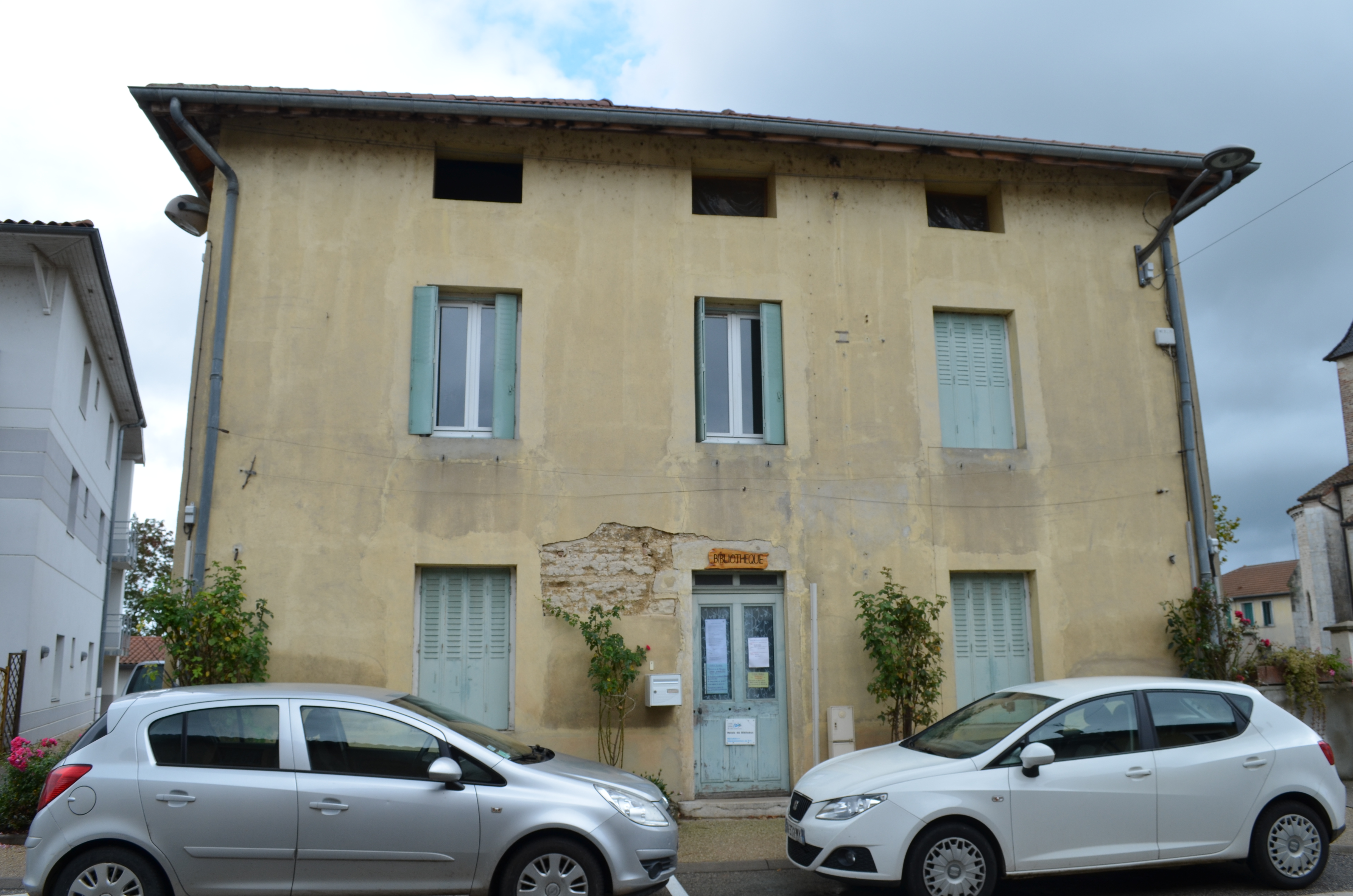
Библиотека
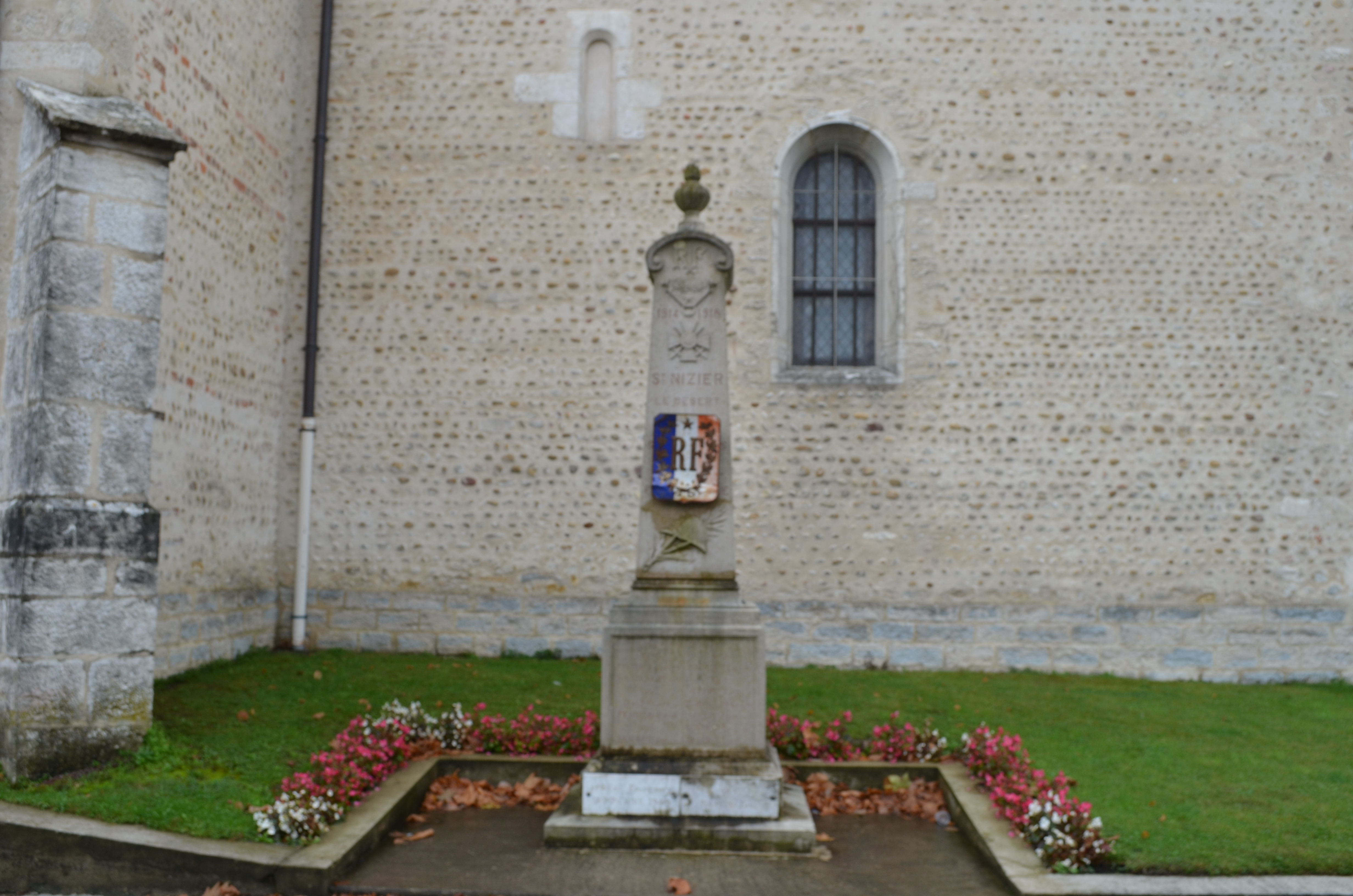
Военный мемориал
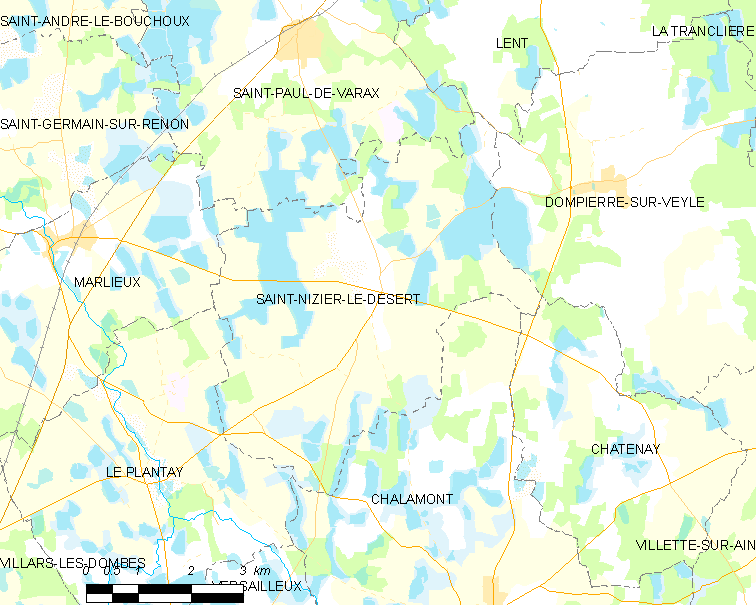
Карта коммуны